# Ėduard Aleksandrovič Gavrilov
Ėduard Aleksandrovič Gavrilov (Mosca, 28 gennaio 1934 – Mosca, 5 aprile 2000) è stato un regista sovietico.

## Filmografia parziale

### Regista
- Mimo okon idut poezda (1966)
- Vstreči na rassvete (1969)
- Po sobstvennomu želaniju (1973)
- Kyš i Dvaportfelja (1974)
- Dodumalsja, pozdravljaju! (1976)
- Dobrota (1977)